# 卡塔赫纳电影节

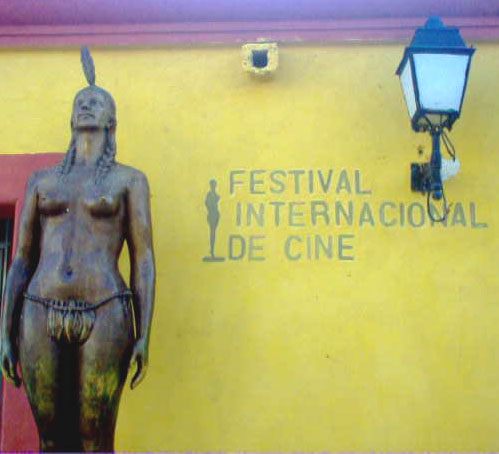
卡塔赫纳电影节。

卡塔赫纳电影节（英語：Cartagena Film Festival）是在哥伦比亚的电影节，侧重于哥伦比亚电视节目、拉丁美洲电影和电视剧。该电影节每年3月举行，是拉丁美洲最古老的电影节之一。
1960年，第一届卡塔赫纳电影节在哥伦比亚玻利瓦尔省卡塔赫纳举行，尼托一直担任该电影节的主任，一共48年，2008年去职，因为当年他去世了。莉娜·博纳·罗德里格斯被任命为新的继任者。